# Alf Jewett
Alfred William Jewett (15 tháng 11 năm 1899 - 13 tháng 7 năm 1980) là một cầu thủ bóng đá người Anh có 38 lần ra sân ở Football League thi đấu cho Lincoln City và Wigan Borough ở vị trí trung vệ. Ông từng đầu quân cho Southampton và Arsenal, mà không thi đấu trận nào, và cũng từng thi đấu bóng đá non-league cho Bitterne United, Thornycrofts, và Bournemouth & Boscombe Athletic.